# Xinjiangacris
Xinjiangacris is een geslacht van rechtvleugeligen uit de familie veldsprinkhanen (Acrididae). De wetenschappelijke naam van dit geslacht is voor het eerst geldig gepubliceerd in 1993 door Zheng.

## Soorten
Het geslacht Xinjiangacris omvat de volgende soorten:
- Xinjiangacris flavitibis Dong, Zheng & Xu, 2012
- Xinjiangacris rufitibis Zheng, 1993